# Catherine Hall

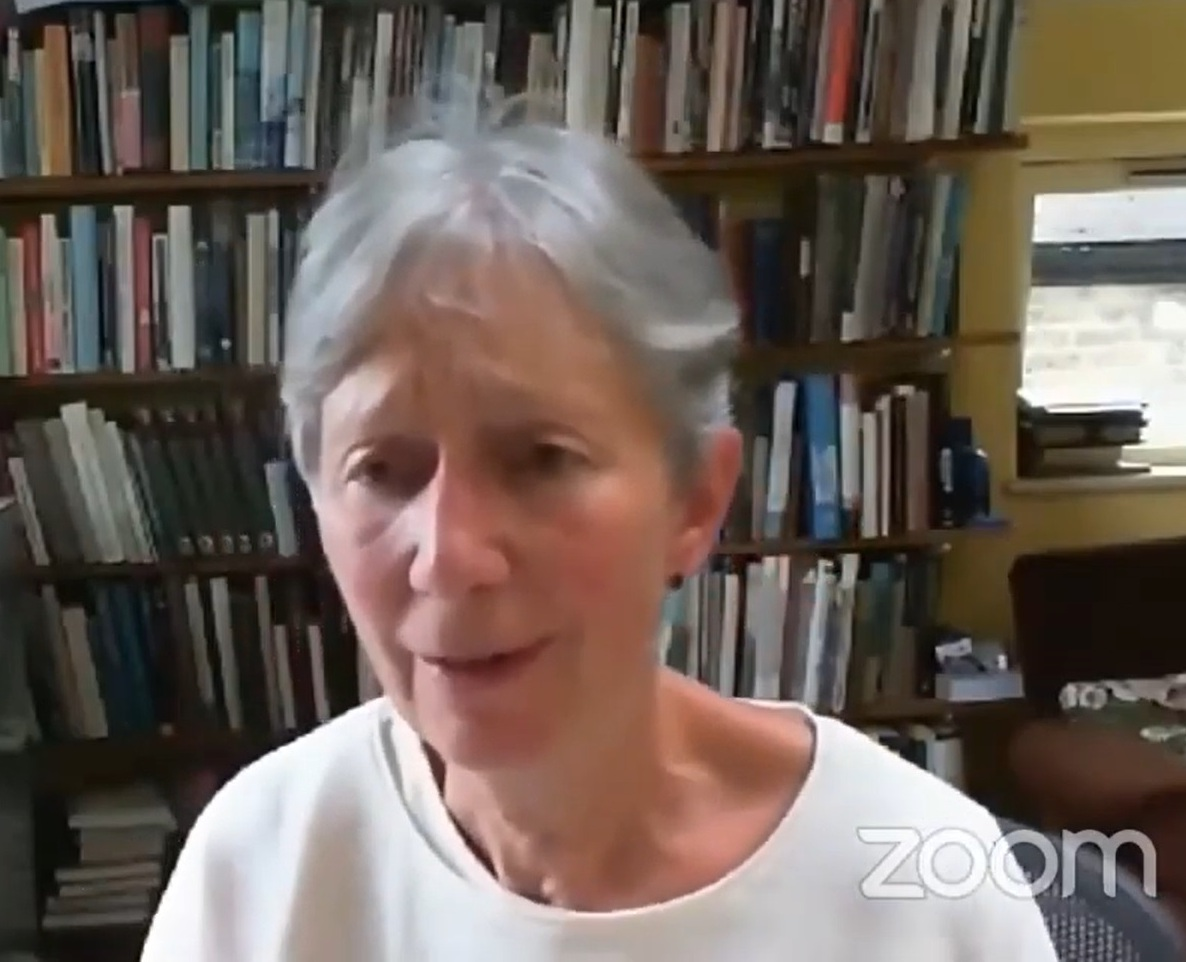
Catherine Hall, 2021

Catherine Hall, geborene Barrett (* 18. Februar 1946 in Kettering) ist eine britische Historikerin. Sie ist auch als Feministin politisch aktiv.

## Leben
Catherine Hall wurde 1992 an der University of East London promoviert. Sie ist emeritierte Professorin für britische Sozial- und Kulturgeschichte der Neuzeit (Modern British Social and Cultural History) am University College London. Dort ist sie am Zentrum für das Studium der Folgen der britischen Sklavenhaltung (Legacies of British Slave Ownership), einem vom britischen Economic and Social Research Council (ESRC) 2004 bis 2012 geförderten Projekt.
Sie befasst sich mit britischer Kultur- und Sozialgeschichte ab dem 18. Jahrhundert häufig unter Gender-Aspekten. Ein Schwerpunkt ihrer Forschung ist in jüngster Zeit das britische Empire im 19. und 20. Jahrhundert, dessen Einfluss auf das städtische Leben in England und das Leben einzelner Personen in verschiedenen Teilen des Empire. Zum Beispiel befasste sie sich mit dem Bild der Sklaverei in der englischen Geschichte. Mit dem Abolition Act von 1833 wurde diese in großen Teilen des Empire abgeschafft (und der Handel mit dem Slave Trade Act von 1807 offiziell verboten), was nach Hall der britischen Öffentlichkeit zur Gewissensberuhigung und Verdrängung der Rolle der Sklaverei in ihrer Geschichte diente. Hall konzentrierte sich besonders auf die Sklaverei in der Karibik. Sie baute eine Online-Datenbank von  rund 3000 britischen Sklavenhaltern auf, die in Folge des Abolition Act von 1833 vom Staat entschädigt wurden (mit insgesamt rund 10 Millionen Pfund, der Hälfte der Gesamtsumme, die an 47.000 Sklavenhalter floss und fast die Hälfte des jährlichen britischen Staatshaushalts betrug), und erforschte, wie die Gelder die britische Wirtschaft ankurbelten, während vergleichbare Finanzmittel und Möglichkeiten der Kapitalbildung  bei der schließlichen Unabhängigkeit der karibischen Staaten für deren Entwicklung fehlten.
Catherine Hall ist die Schwester der Psychoanalytikerin Margaret Rustin. 1964 heiratete sie den jamaikanischen Soziologen Stuart Hall (1932–2014).

## Auszeichnungen
2016 sollte sie den mit 225.000 Pfund dotierten Dan-David-Preis der Universität Tel Aviv im Bereich Gesellschaftsgeschichte erhalten, den sie jedoch aus politischen Gründen ablehnte. Nach eigenen Angaben traf sie diese „unabhängige politische Entscheidung“, nachdem sie viele Gespräche mit Menschen geführt habe, die „tief in die Israel-Palästina-Politik involviert sind“.
Für 2017 wurde Hall der Bochumer Historikerpreis zugesprochen, der mit 25.000 € dotiert ist.
Catherine Hall ist Fellow der Royal Historical Society, 2018 wurde sie in die British Academy gewählt, die ihr 2021 die Leverhulme-Medaille verlieh.

## Schriften
- mit Leonore Davidoff: Family Fortunes: Men and Women of the English Middle Class 1780–1850, 1987, Neuauflage Routledge 2002.
- White, Male And Middle-Class: Explorations In Feminism And History, Wiley 1992 (Essays).
- Herausgeberin mit Ida Blom, Karen Hagemann: Gendered Nations: Nationalisms And Gender Order In The Long Nineteenth Century, 2000.
- Herausgeberin mit Keith McClelland, Jane Rendall: Defining The Victorian Nation: Class, Race, Gender And The British Reform Act Of 1867, 2000.
- Herausgeberin: Cultures Of Empire: Colonisers In Britain And The Empire In Nineteenth And Twentieth Centuries, 2000.
- Civilising Subjects: Metropole And Colony In The English Imagination, 1830–1867, Wiley 2002 (gewann 2002 den  Morris D. Forkasch Prize für das beste Buch über britische Geschichte).
- Herausgeber mit Keith McClelland: Race, Nation and Empire: Making Histories, 1750 to the Present, 2010.
- Macaulay and Son: Architects of Imperial Britain, London: Yale University Press 2012.
- mit Nicholas Draper, Keith McClelland, Katie Donington, Rachel Lang:  Legacies of British Slave‑Ownership: Colonial Slavery and the Formation of Victorian Britain, Cambridge University Press 2014.
- Lucky Valley: Edward Long and the History of Racial Capitalism, Cambridge University Press 2025.